# Salamandroïdeus
Els salamandroïdeus (Salamandroidea) són un subordre d'amfibis urodels, coneguts com a "salamandres avançades". Els membres d'aquest subordre es troben arreu del món tret de l'Antàrtida, Àfrica al sud del Sàhara i Oceania. Difereixen del subordre dels criptobrancoïdeus, car els ossos angular i prearticular del maxil·lar inferior estan fusionats i tots els membres presenten fertilització interna.